# 江川 (さいたま市)
江川（えがわ）は、埼玉県さいたま市桜区および西区を流れる準用河川である。荒川水系･鴨川の支流である。江川排水路とも呼ばれる。

## 地理
さいたま市西区二ツ宮付近に源を発し南へ流れる。さいたま市桜区在家の大久保浄水場付近で流路を東へ変え、宿地区にて鴨川に合流する。

## 概要
上流部では両岸に住宅地が造られ、排水路的な役割を荷う。上流部の一部は暗渠化されている。中流部でも田畑の排水路的な役割をもつ。下流は整備されており、大久保浄水場付近では桜が植栽され、江川公園となっている。

## 橋梁

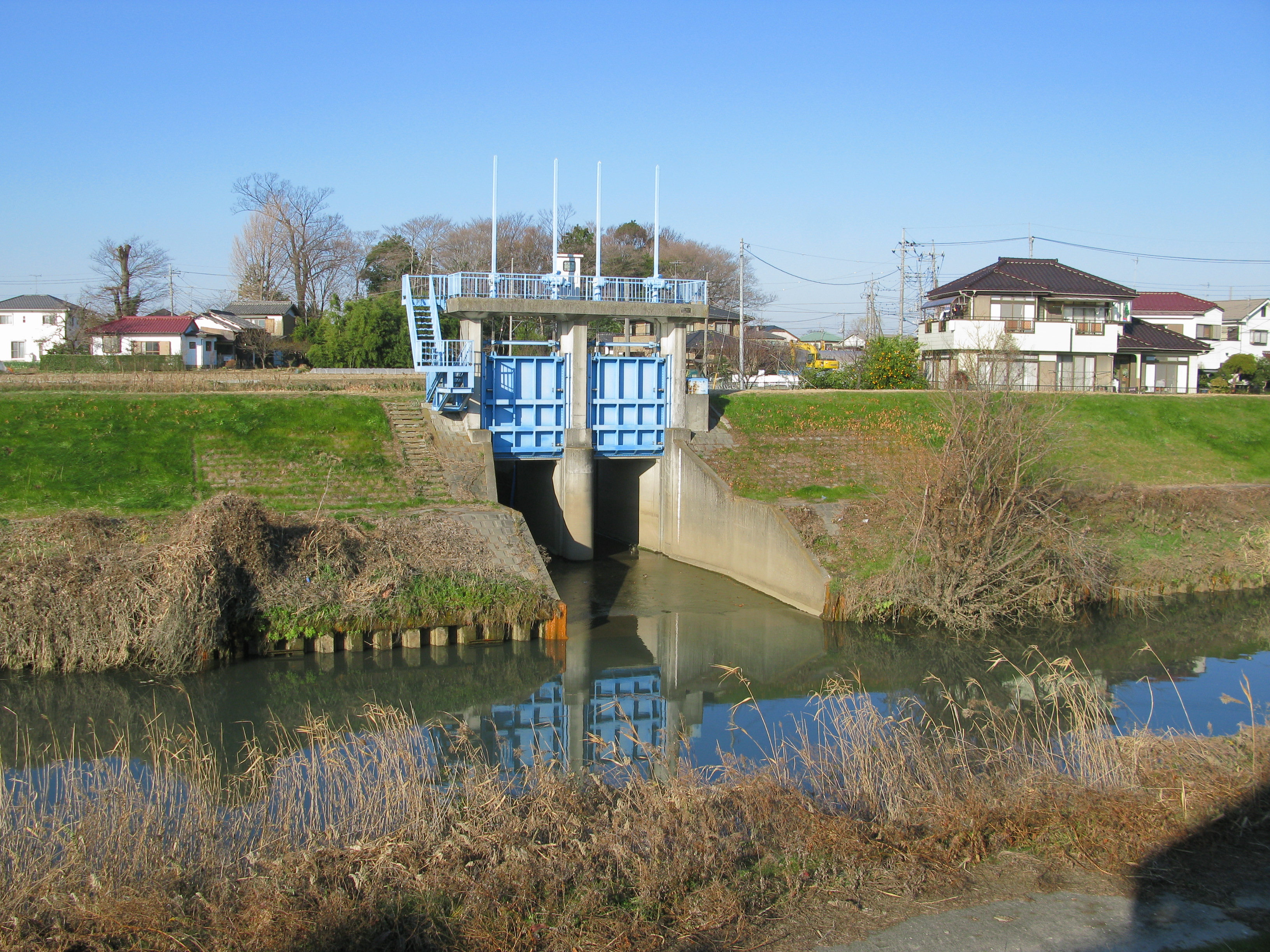
江川と鴨川の合流点

- 三条大橋
- 上武低橋
- 武低橋
- 新深町橋
- 深町橋
- 県道橋（埼玉県道57号さいたま鴻巣線）
- 名称不明
- 稲荷橋
- 八幡橋